# Джин Вебстер
Аліса Джейн Чандлер Вебстер (англ. Alice Jane Chandler Webster; 24 липня 1876 — 11 червня 1916), відома як Джин Вебстер (англ. Jean Webster) — американська письменниця (романістка, драматургиня, сценаристка, авторка оповідань, дитяча письменниця, гумористка), журналістка.
У найвідоміших її книгах — «Довгоногий батечко» і «Милий недруг» — створені образи живих і симпатичних молодих жінок, які відображають багато автобіографічних рис письменниці. Важливі соціальні та моральні проблеми обговорюються з гумором і природним чином входять в побут героїнь.
Померла у 39 років від післяпологових ускладнень.